# Mariano Irigoyen Escontrías
Mariano Irigoyen Escontrías nació en Chihuahua, Chih., y murió en la Ciudad de México (1857-1939). Se desempeñó como empleado de comercio y administró una tienda en Cusihuiriachi, en donde además fue tesorero municipal y redactor de El Eco de las Montañas, en donde defendía a los indígenas tarahumaras. Se trasladó a Ciudad Guerrero (1876*) para dirigir la escuela primaria en donde implantó disciplina militar y dedicó especial atención a los niños indígenas. Se jubiló en 1911. Entre sus alumnos se encontraron Pascual Orozco, Marcelo Caraveo y Rodolfo Fierro, quienes destacaron en la Revolución. En Chihuahua fue director de la oficina del Registro Civil (1912-1913) y medió inútilmente entre Pascual Orozco y el gobernador Abraham González, para contener la lucha armada. Fue diputado al Congreso Constituyente local de 1917, luchó por la construcción de la presa sobre el río Papigochi, en beneficio de Ciudad Guerrero, y se opuso al contrato "MacQuatters" por ser lesivo a los intereses de los tarahumaras. Renunció a su curul como diputado federal a la XXXI Legislatura, para regresar al magisterio. En Chihuahua estuvo al frente de la Escuela núm. 139 y del Liceo (escuela particular), pero rechazó varios cargos oficiales por no creerse merecedor a ellos, pero sirvió en varias escuelas primarias del Distrito Federal. El Primer Congreso Estudiantil de Chihuahua lo declaró Maestro de la Juventud (abril de 1928); Ciudad Guerrero le otorgó una medalla de oro el 5 de feb. de 1897 y una escuela lleva su nombre en Ciudad Guerrero. Fue profesor durante 63 años.